# Công viên khỉ Iwatayama
Công viên khỉ Iwatayama (嵐山モンキーパーク, Arashiyama Monkī Pāku) là một công viên động vật, mở cửa cho du khách tham quan, nằm ở Arashiyama, Kyoto, Nhật Bản.

## Giới thiệu
Công viên khỉ Iwatayama nằm trong khu du lịch sầm uất của Kyoto, mở cửa từ năm  1958, nơi đây có khoảng 120 chú khỉ tuyết, loại khỉ mặt đỏ, tên gọi khác là khỉ Nhật Bản.
Nơi đây mở cửa quanh năm cho khách vào tham quan, cả dịp năm mới, ngoại trừ khi có thiên tai hoặc sự cố. Thời gian mở cửa mùa xuân và hè (15 tháng 3 đến 30 tháng 9) là từ 9h sáng đến 16h30 phút chiều, tối đa đến 17h chiều. Thời gian mở của mùa thu và đông (1 tháng 10 đến 14 tháng 3) là 9h sáng đến 16h00 chiều, tối đa đến 16h30 chiều.
Công viên khỉ Iwatayama từng xuất hiện trong series anime K-ON!.